# Década de 600
Séculos: (Século VI - Século VII - Século VIII)
Décadas: 550 560 570 580 590 - 600 - 610 620 630 640 650
Anos: 600 - 601 - 602 - 603 - 604 - 605 - 606 - 607 - 608 - 609